# Komplex der Landschaftsparks der Woiwodschaft Kleinpolen

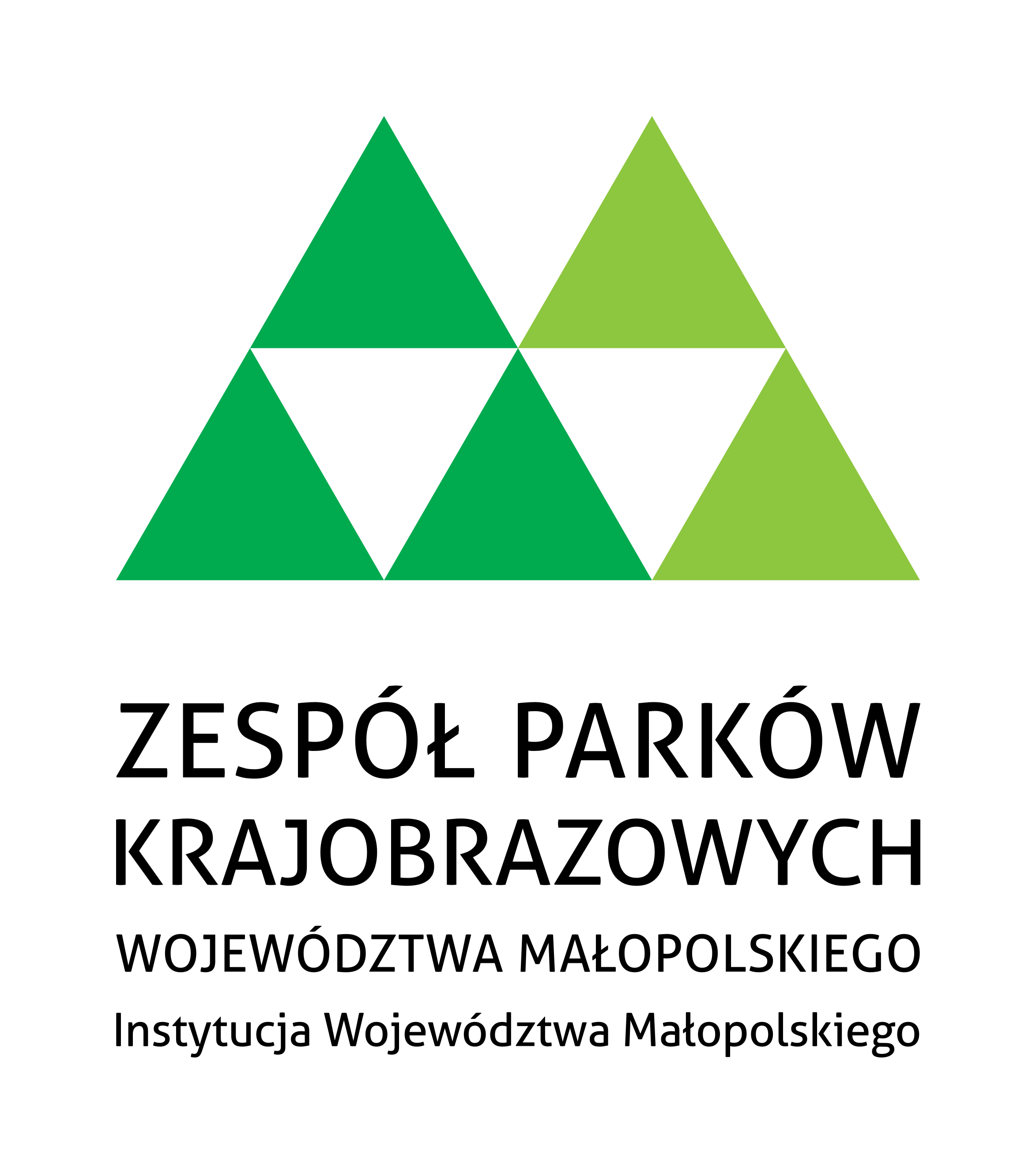
Logo des ZPKWM

Der Komplex der Landschaftsparks der Woiwodschaft Kleinpolen (polnisch Zespół Parków Krajobrazowych Województwa Małopolskiego, ZPKWM) ist eine Haushaltseinheit der Woiwodschaft Kleinpolen, die die Landschaftsparks in der Woiwodschaft verwaltet. Sie wurde am 30. Januar 2009 gegründet und entstand aus dem Zusammenschluss der drei Einheiten Komplex der Jurassischen Landschaftsparks, Landschaftspark Poprad und Komplex der Vorgebirgslandschaftsparks in Tarnów. Der Sitz der Einheit ist Krakau. Zum Aufgabenbereich der Einheit gehört auch die Verwaltung der Landschaftsschutzgebiete in der Woiwodschaft Kleinpolen. Das Referat besteht aus drei Niederlassungen: Krakau, Tarnów und Stary Sącz.

## Landschaftsparks
Unter der Verwaltung des ZPKWM gibt es elf Landschaftsparks mit einer Gesamtfläche von 1.810,4 km².
| Logo | Foto                                                 | Landschaftspark                     | Datum der Gründung | Fläche       | Mesoregion                                                                     | Sitz       |
| ---- | ---------------------------------------------------- | ----------------------------------- | ------------------ | ------------ | ------------------------------------------------------------------------------ | ---------- |
|      | Landschaftspark Kleine Beskiden                      | Landschaftspark Kleine Beskiden     | 11. Juli 1998      | 90,6113 km2  | Kleine Beskiden                                                                | Stary Sącz |
|      | Piłsudski Kopiec im Bielany-Tyniecer Landschaftspark | Bielany-Tyniecer Landschaftspark    | 2. Dezember 1981   | 63,5909 km2  | Cholerzyn-Senke, Krakauer Landbrücke, Skawina-Graben                           | Krakau     |
|      | Ciężkowice-Rożnower Landschaftspark                  | Ciężkowice-Rożnower Landschaftspark | 16. November 1995  | 182,472 km2  | Ciężkowice-Gebirge, Rożnów-Gebirge                                             | Tarnów     |
|      | Dłubniaer Landschaftspark                            | Dłubniaer Landschaftspark           | 2. Dezember 1981   | 111,5842 km2 | Miechower Hochland, Olkuszer Hochland, Proszowicer Plateau                     | Krakau     |
|      | Landschaftspark Dolinki Krakowskie                   | Dolinki Krakowskie                  | 2. Dezember 1981   | 206,861 km2  | Olkuszer Hochland, Krzeszówka-Graben                                           | Krakau     |
|      | Błędów-Wüste im Landschaftspark Orlich Gniazd        | Landschaftspark Orlich Gniazd       | 20. Juni 1980      | 128,422 km2  | Siewierz-Becken, Oberes Warthetal, Tschenstochauer Hochland, Olkiszer Hochland | Krakau     |
|      | Landschaftspark Pasma Brzanki                        | Landschaftspark Pasma Brzanki       | 16. November 1995  | 129,7428 km2 | Ciężkowice-Gebirge                                                             | Tarnów     |
|      | Popradischer Landschaftspark                         | Popradischer Landschaftspark        | 11. September 1987 | 534,193 km2  | Sandezer Beskiden, Popradisches Vorgebirge                                     | Stary Sącz |
|      | Rudnoer Landschaftspark                              | Landschaftspark Rudnoer             | 2. Dezember 1981   | 58,139 km2   | Oberes Weichseltal, Tenczyneker Buckel, Cholerzyn-Senke                        | Krakau     |
|      | Burg Tenczyn im Tenczyner Landschaftspark            | Tenczyneker Landschaftspark         | 2. Dezember 1981   | 151,5425 km2 | Oberes Weichseltal, Tenczyneker Buckel, Krzeszówka-Graben                      | Krakau     |
|      | Burg Wiśnicz im Wiśnicz-Lipnicaer Landschaftspark    | Wiśnicz-Lipnicaer Landschaftspark   | 12. Mai 1997       | 142,3079 km2 | Rożnów-Gebirge, Pogórze Wiśnickie                                              | Tarnów     |

## Landschaftsschutzgebiete
In der Woiwodschaft Kleinpolen gibt es außerdem 10 Landschaftsschutzgebiete, die von der ZPKWM verwaltet werden:
- Landschaftsschutzgebiet Bratuary
- Landschaftsschutzgebiet Weichseltal
- Jastrzębsko-Zdżarski Landschaftsschutzgebiet
- Košicer Landschaftsschutzgebiet
- Landschaftsschutzgebiet Ciężkowice Vorgebirge
- Landschaftsschutzgebiet Süd-Kleinpolen
- Radłow-Wierzchosławer Landschaftsschutzgebiet
- Landschaftsschutzgebiet des östlichen Wiśnickie-Vorgebirges
- Landschaftsschutzgebiet Miechower Hochland
- Landschaftsschutzgebiet Westliches Pogórze Wiśnickie